# تشارلز أولسون
كان تشارلز أولسون (من مواليد 27 ديسمبر من عام 1910 وتوفي في 10 يناير من عام 1970) شاعرًا أمريكيًا عصريًا من الجيل الثاني ربط شخصيات سابقة، كعزرا باوند وويليام كارلوس ويليامز، مع الشعراء الأمريكيين الجُدد، بما في ذلك مدرسة نيويورك للفنون وشعراء الجبل الأسود ومجموعة جيل بيت وشعراء نهضة فرانسيسكو، وبذلك كان أولسون عضوًا أساسيًا وسبّاقًا في العديد من مجموعات ما بعد الحداثة، مثل شعراء مدرسة اللغة. رفض أولسون أن يُطلق على نفسه لقبَ شاعرٍ أو كاتب، وفضل أن يوصف بأنه «عالم آثار الصباح».

## حياته
وُلد تشارلز أولسون لكارل جوزيف، وماري (هاينز) أولسون، ونشأ في مدينة ورسستر بولاية ماساتشوسيتس الأمريكية، حيث عمل والده كساعي بريد. أمضى أولسون فصول الصيف في مدينة غلوستر التي أصبحت فيما بعد بمثابة مسقط رأسه، وتمحورت كتاباته حولها. وُصف أولسون، خلال فترة دراسته في المدرسة الثانوية، بأنه كان خطيبًا ممتازًا، وربح جولة في القارة الأوروبية (تضمنت لقاءً مع وليام بتلر ييتس) كجائزة على خطابته. درس أولسون الأدب الإنجليزي في جامعة ويسليان وتخرج منها، عام 1932، كعضو شرفٍ في جمعية فاي بيتا كابا للفنون المتحررة والعلوم، وحصل، في عام 1933، على درجة الماجستير في قواعد السلوك بأطروحة حول أعمال هرمان ملفيل. واصل أولسون، بعد حصوله على درجة الماجستير، أبحاثَه حول أعمال ملفيل في جامعة ويسليان في الفترة ما بين عامي 1933 و 1934 وحصل على تمويل جزئي لمنحة زمالته. عمل، بعد عامين اثنين من ذلك، كمدرس للغة الإنجليزية في جامعة كلارك في مدينة ورسستر بولاية ماساتشوستس الأمريكية.
دخل أولسون، عام 1936، جامعة هارفارد كطالب دكتوراه في اللغة الإنجليزية، وانضم إلى برنامج الدكتوراه في الحضارة الأمريكية المُفتتح حديثًا كواحد من ثلاثة مرشحين. عمل أولسون، طوال فترة دراسته للدكتوراه، كمدرّسٍ للغة الإنجليزية في دار وينثروب التابع لجامعة هارفارد، وفي كلية رادكليف. على الرغم من إكمال أولسون لدراسته بحلول ربيع عام 1939، لكنه فشل في إنهاء إطروحته، وفي الحصول على درجة الدكتوراه. حصل أولسون بعد ذلك على زمالتين اثنتين من منحة غوغنهايم لدراساته المتعلقة بهارمان ملفيل؛ نُشرت دراسته المبنية على أطروحة الماجستير وعلى بحثه اللاحق الذي حمل عنوان، نادني إسماعيل، في عام 1947. كتب أولسون أولى قصائده في عام 1940.
انتقل أولسون، بحلول عام 1941، إلى قرية غرينويتش في مدينة نيويورك الأمريكية، وانتقل للعيش مع كونستانس «كوني» ويلكوك في إطار زواج عرفي؛ وأنجب الثنائي طفلًة واحدة، كاثرين. خلال تلك الفترة، عُيّن أولسون مدير الإعلان في الاتحاد الأمريكي للحريات المدينة (بين شهر مايو من عام 1941، وحتى شهر يوليو من العام نفسه). انتقلت أولسون مع ويلكوك، في تلك المرحلة من حياته، إلى العاصمة واشنطن، حيث عمل في قسم اللغات الأجنبية في مكتب الولايات المتحدة لشؤون المعلومات الحربية، وارتقى فيما بعد إلى منصب مساعد رئيس المكتب، آلان كرانستون.
بعد استيائه من الرقابة المتزايدة على نشراته الإخبارية، انضم أولسون، في شهر مايو من عام 1944، إلى اللجنة الوطنية الديموقراطية وعمل فيها كمديرٍ لقسم الجنسيات الأجنبية، وشارك، بصفته هذه، في حملة فرانكلين روزفلت الانتخابية لرئاسة الولايات المتحدة الأمريكية لعام 1944، ونظم حملة «الجميع من أجل روزفلت» الانتخابية الضخمة في قاعة ماديسون سكوير جاردن بمدينة نيويورك. بعد انتخاب روزفلت لولاية رئاسية رابعة، لأول مرة في التاريخ الأمريكي، أمضى أولسون فصل الشتاء في مدينة كي ويست التابعة لولاية فلوريدا الأمريكية. عُرض على أولسون، في شهر يناير من عام 1945، وخلال فترة حكم الرئيس روزفلت، وظيفتين اثنتين (مساعد وزير المالية، والمدير العام لمكتب بريد الولايات المتحدة). رفض أولسون الوظيفتين بسبب استيائه المتزايد من السياسة.

## وصلات خارجية
- تشارلز أولسون على موقع الموسوعة البريطانية (الإنجليزية)
- تشارلز أولسون على موقع إن إن دي بي (الإنجليزية)
- تشارلز أولسون على موقع ديسكوغز (الإنجليزية)